# Педенко Віктор Михайлович

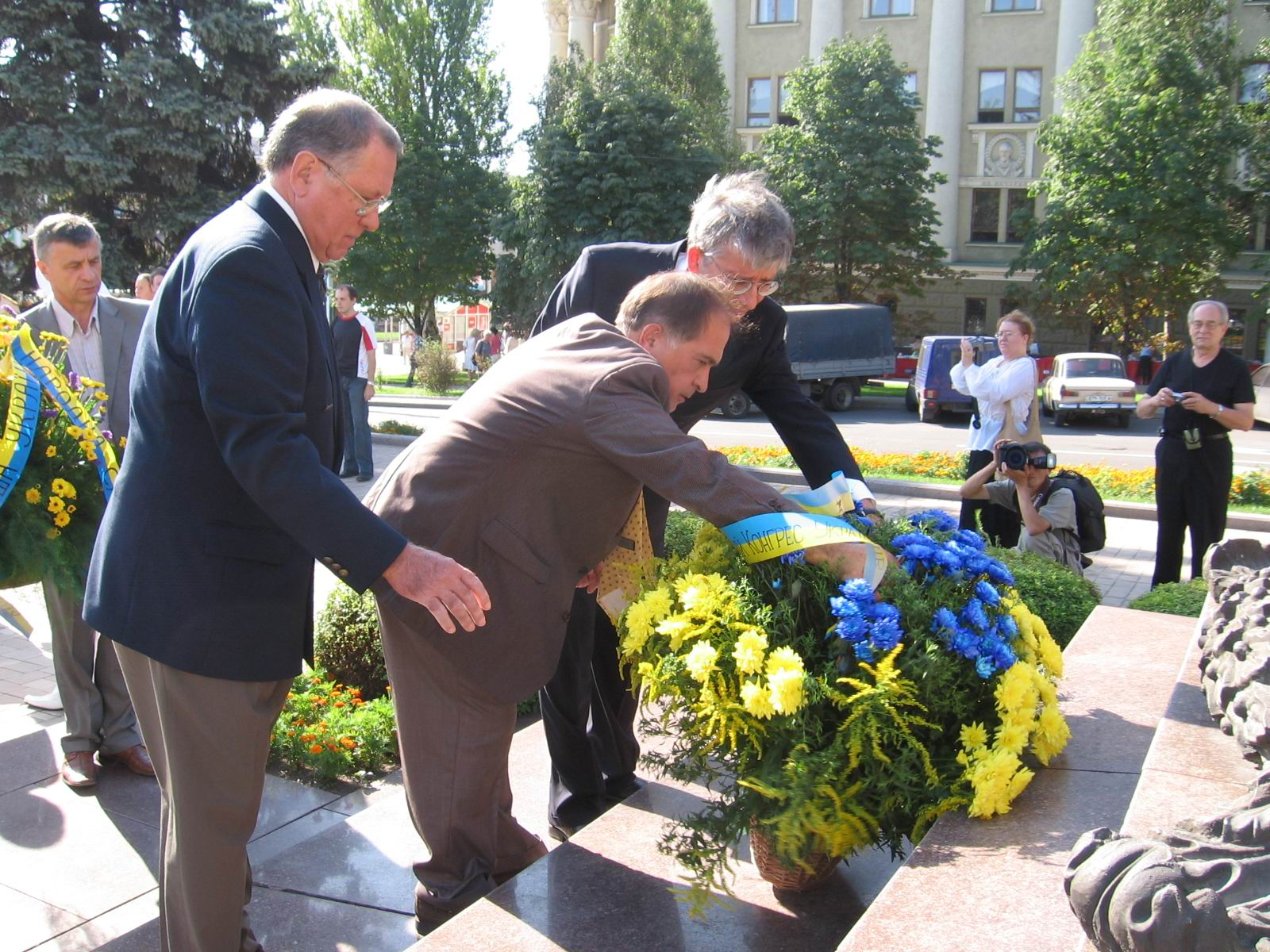
Віктор Педенко (на передньому плані), Аскольд Лозинський та Євген Чолій покладють квіти до пам'ятника Т. Г. Шевченку у м. Донецьку, 2007 р.

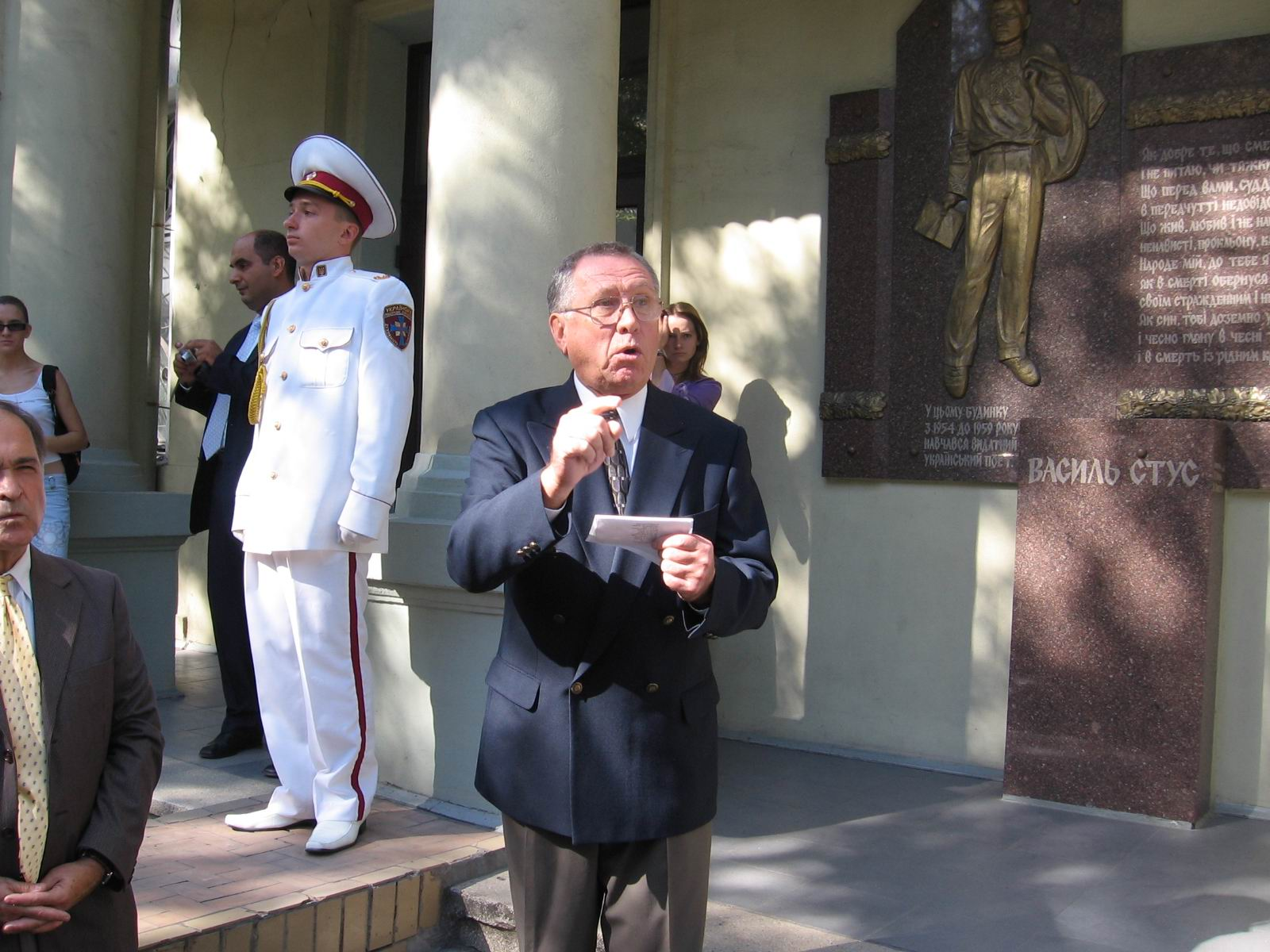
Віктор Педенко виступає біля пам'ятної дошки В.Стусу, Донецький університет, 2007 р.

Віктор Михайлович Педенко (нар. 9 липня 1937 року на Донеччині, Україна — помер 29 листопада 2009 р., Лондон, Канада) — діяч української діаспори, освітянин.

## Біографія
Переїхав до Канади у 1948 р.; середню школу закінчив у 1956 р.; диплом бакалавра здобув у Лондонському Університеті у 1961 р.; вчителював у Торонто; 1965 року одружився з Галиною Романенко; маґістерський диплом з освіти здобув 1974 року в Торонтському Університеті.
Освітянську кар'єру завершив заступником голови Шкільної Ради у Норт Йорк. 9 років був директором Української Школи ім. Тараса Шевченка та Курсів Українознавства ім. Івана Котляревського при катедрі Св. Володимира в Торонто.

### Громадська робота
В ОДУМ — голова Центрального Комітету. Теж був головою катедральної громади Св. Володимира, був членом Консисторії Української Православної Церкви в Канаді, 10 років — заступник голови КУК Торонто, заступник голови Товариства Канадських Приятелів України. 10 років — від 1998 р. до 2008 р. — (дві каденції) був генеральним секретарем СКУ. Україну відвідав 35 разів, крім того — всі країни — члени СКУ.
Помер Віктор Педенко 29 листопада 2009 року у Канаді. Президент Віктор Ющенко висловив співчуття з приводу смерті громадського діяча.
Похований на цвинтарі Монт Плезант у Лондоні, Канада.

## Нагороди та відзнаки
- Шевченківська медаль і грамота Централі Конґресу Українців Канади (1995);
- Митрополича грамота Української Православної Церкви в Канаді (1996);
- Почесна грамота Кабінету Міністрів України (2000);
- Почесна грамота Верховної Ради України (2001);
- Почесна грамота Міністерства закордонних справ України (2001);
- орден Святого Рівноапостольного Князя Володимира Великого ІІІ ступеня УПЦ КП (2001);
- відзнака Конґресу Українців Канади (2001);
- відзнака Міністерства освіти України «Відмінник освіти України» (2003);
- Почесна грамота і відзнака м. Києва і годинник київського міського голови (2003);
- орден «За заслуги» ІІІ ступеня (2006) за вагомий особистий внесок у зміцнення міжнародного авторитету України, популяризацію історичних та сучасних надбань українського народу, активну участь у житті закордонної української громади[3];
- орден Князя Ярослава Мудрого V ступеня (2007) за вагомий особистий внесок у зміцнення авторитету України у світі, популяризацію її історичних і сучасних надбань та з нагоди 16-ї річниці незалежності України[4];
- медаль Володимира Великого (СКУ) (2009).